# Culicoides himalayae
Culicoides himalayae är en tvåvingeart som beskrevs av Jean-Jacques Kieffer 1911. Culicoides himalayae ingår i släktet Culicoides och familjen svidknott. Inga underarter finns listade i Catalogue of Life.